# Ambystoma ordinarium
El Ajolote arroyero de Michoacán (Ambystoma ordinarium), Achoque michoacano o Salamandra arroyera michoacana es una especie de anfibio caudado ambistomátido endémico del estado de Michoacán y que se considera en peligro por la IUCN y sujeto a protección especial por la SEMARNAT.

## Descripción
Tanto los ejemplares adultos metamorfoseados como los los ejemplares juveniles neoténicos presentan una coloración negra grisácea en el dorso, grisáceo en los costados, dígitos que suelen tender a marrón y 3 filas de puntos cromatóforos plateados o amarillos sobre su dorsal. Los adultos completamente metamorfoseados suelen alcanzar una longitud de 83 mm de hocico a cloaca mientras que los neoténicos alcanzan hasta 100 mm de hocico a cloaca y hasta 190 mm de longitud total, la neotenia en adultos es común y las larvas se diferencian principalmente de los adultos metamorfoseados por la presencia de branquias externas detrás de su cabeza.
Su temporada reproductiva suele darse durante todo el año, poniendo un promedio de 109 huevos por hembra, dichos huevos suelen ponerse por unidad o en grupos de hasta cinco y suelen preferir raíces de árboles acuáticos, rocas o simplemente se dejan flotando en la corriente. Los huevos tienen un diámetro de 9.9 mm, están pigemtados y se dividen en 3 capas, incluyendo una capa exterior gruesa.
Los adultos orfizados tienden a permanecer en los arroyos durante largos periodos. Por ello, larvas de diversos tamaños, neotenos y animales transformados se encuentran frecuentemente juntos en los estrechos y poco profundos arroyos de montaña, (pues suelen preferir caminar por el fondo que nadar) un fenómeno poblacional desconocido en otras especies de Ambystoma.
Fuera del agua su dieta suele consistir en cicadélidos, saltamontes, hormigas, escarabajos, lombrices de tierra, y nemátodos, mientras que en el agua, su dieta suele consistir de larvas de tricópteros,  escarabajos acuáticos y almejas. Ambystoma ordinarium suele ser suceptible a sufrir deformidades morfológicas debido a factores den su hábitat acuático como el pH, conductividad, temperatura, humedad del aire, oxígeno disuelto en agua, flujo de corriente y profundidad y anchura del arroyo.
Los ejemplares de A. ordinarium suelen tener una esperanza de vida promedio de 2 años
Basados en análisis genéticos y morfológicos, se ha sugerido que A. ordinarium es la misma especie que A. dumerilii, sin embargo, A. dumerilii es una especie completamente neoténica, mientras que A. ordinarium es variable, sin contar que sus hábitats han estado separados desde hace entre 7 y 10 millones de años.

## Distribución y hábitat
A. ordinarium ha sido encontrada exclusivamente en el estado de Michoacán, precisamente en arroyos y cuerpos de agua en bosques de pinos y abetos entre 1400 msnm y 3000 msnm, específicamente en los municipios de Acuitzio, Charo, Hidalgo, Huiramba, Indaparapeo, Irimbo, Jungapeo, Madero, Maravatío, Morelia, Pátzcuaro, Queréndaro, Salvador Escalante, Tacámbaro, Tuxpan, Tzitzio y Zinapécuaro, con posible extensión hacia el este en los municipios de Angangueo, Aporo, Ocampo, Senguio, Zitácuaro.